# Каламкар
Каламкар (на персийски: قلمکار Qalamkaar; на хинди: कलमकार मतलब каламкар матлаб) е едновременно название на занаят и на вид тъкан от чист памук, по-рядко от коприна, декорирана чрез печатна техника или ръчна рисунка. В оригинал това е многостъпков, ръчен процес по създаване на текстилен дизайн. Древните му корени се откриват в Египет 2600 г. назад. 

До Индустриалната революция занаятите са упражнявани професионално, като начин за прехрана. С избирането на Исфахан за столица на Сафавидската династия (1501 – 1722 г. сл. Хр.), много занаятчии и художници се стичат от всички краища на Иран и установяват своите работилници в града и околностите му. Каламкар е един от процъфтяващите занаяти, а производството на печати с декоративни шаблони е едно от изящните изкуства на епохата. 
Прилаган върху текстил, крайният продукт има различни предназначения: на завеси в храмове, молитвени килимчета, дамски и мъжки облекла, покривки за трапезата или леглото и др. Възходът на занаята е най-видим при управление на шах Абас I (1578 – 1629), а историята му продължава повече от 400 години, за да е жив и до днес. При управлението на Насред ад-Дин шах, четвърти шах от династията на Каджарите (1831 – 1896 г.), който е имал афинитет към рисуване и поезия, в Исфахан занаята каламкар е давал прехрана на 120 000 души. Исфахан е част от древния път на коприната, по който са се обменяли суровини (текстил и багрила), а река Заянде, в чиито бързи води са минавали многото цикли на изпиране на тъканите, правят града процъфтяващ център за каламкарите.
Една от метафорите за каламкар е „изкуството на хилядите почуквания“, защото всяко нанасяне на печат е придружено от неколкократно потупване върху клишето, докато боята проникне прецизно в плата. Този процес може да бъде травмиращ за занаятчията, който предпазва ръката си с възглавничка от плат. Нанасянето на багрилата става в следната последователност:
Черен контур – изисква голямо майсторство, следва червения цвят, синия цвят и накрая – жълтия. Характерно за натуралните багрила е, че слънцето фиксира техния цвят. Обагрените тъкани се разстилат на открито до окончателно изсъхване и проветряване.

## Каламкар в Индия
В Индия занаята е познат като каламкари (работа с писалка). Първи от чужденците португалците са грабнати от причудливите рисунки по памучните тъкани. По-късно и англичаните са впечатлени от обагрянето на тъкани с четка, което е по-близо до изкуството, отколкото до занаята. Варварските в техните очи сюжети хармонично се съчетават с нежните и прости материи, с изисканите цветове, добити от природата. Един от основните центрове за изработка на каламкари е школата в Масулипатнам (Мачилипатнам, щат Андхра Прадеш). Тук река Кришна се влива в Бенгалския залив. Гилдията е съхранила персийския стил на флорални орнаменти, богатите и сложни рамки, изобилстващи с животни и птици.
Подобно на Персия и в Индия е разпространена традицията на бродещите разказвачи, които са използвали завеси от каламкари за помощно средство, когато декламират своите притчи, изпълняват песни, или преразказват истории от епосите Махабхарата и Рамаяна. Отличителна за индийския вкус е употребата на повече от 4 цвята. При това цветовете са интензивни и на моменти натрапчиви. Отделните работилници имат свой почерк и цветови канон.
При изработката на печатите най-популярен материал е тиковото дърво (Индия), крушата и глога (Иран). Според физико-географските особености натуралните багрила също са с различен произход: жълто – от куркума, зелено – от спанак, синьо – от индигово дърво, кафяво – от кора на мангрово дърво, черно – от минерали с окиси на желязото и т.н., използва се дори кравешки тор.
Актуален проблем пред автентичното упражняване на занаята е заместването на ръчното производство с индустриално. Ръчното производство е по-бавно и по-скъпо. При него са възможни леки отклонения от контура, особено при по-големите по размер тъкани, и това е един от начините да се разпознае дали предлаганият занаятчийски продукт е оригинален, или произведен по машинен път.

## Електронни ресурси
1. „Qalamkar – The Art of Persian Woodblock Printing“
2. „All about Sanganeri Hand Block Printing“ Winner of Best Student Documentary at Jeevika Asia livelihood Festival 2011